# Tòa án nhân dân tối cao (Việt Nam)
Tòa án nhân dân tối cao là cơ quan xét xử cao nhất của Việt Nam.

## Nhiệm vụ và quyền hạn
Tòa án nhân dân tối cao có những nhiệm vụ và quyền hạn sau:
1. Giám đốc thẩm, tái thẩm bản án, quyết định của các Tòa án nhân dân các cấp, Toà án quân sự các cấp đã có hiệu lực pháp luật bị kháng nghị theo quy định của luật tố tụng.

1. Giám đốc việc xét xử của các Tòa án khác, trừ trường hợp do luật định.
2. Tổng kết thực tiễn xét xử của các Tòa án, bảo đảm áp dụng thống nhất pháp luật trong xét xử.
3. Đào tạo; bồi dưỡng Thẩm phán, Hội thẩm, các chức danh khác của Tòa án nhân dân.
4. Quản lý các Tòa án nhân dân và Tòa án quân sự về tổ chức theo quy định của Luật này và các luật có liên quan, bảo đảm độc lập giữa các Tòa án.
5. Trình Quốc hội dự án luật, dự thảo nghị quyết; trình Ủy ban Thường vụ Quốc hội dự án pháp lệnh, dự thảo nghị quyết theo quy định của luật.

## Cơ cấu tổ chức
Tòa án nhân dân tối cao gồm:
1. Hội đồng Thẩm phán Tòa án nhân dân tối cao: gồm Chánh án, các Phó Chánh án và một số Thẩm phán Tòa án Nhân dân Tối cao do Ủy ban thường vụ Quốc hội quyết định theo đề nghị của Chánh án Tòa án nhân dân tối cao. Tổng số không được quá 17 người, không dưới 13 người.
2. Bộ máy giúp việc
3. Cơ sở đào tạo, bồi dưỡng.

Tòa án nhân dân tối cao có Chánh án, các Phó Chánh án, Thẩm phán Tòa án nhân dân tối cao, Thẩm tra viên, Thư ký Tòa án, công chức khác, viên chức và người lao động.

### Bộ máy giúp việc
Bộ máy giúp việc của Toà án nhân dân tối cao gồm những cơ quan sau:
- Văn phòng Tòa án nhân dân tối cao
- Cục Kế hoạch - Tài chính
- Vụ Giám đốc, kiểm tra về hình sự, hành chính (Vụ Giám đốc, kiểm tra I)
- Vụ Giám đốc, kiểm tra về dân sự, kinh doanh - thương mại (Vụ Giám đốc, kiểm tra II)
- Vụ Giám đốc kiểm tra về lao động, gia đình và người chưa thành niên (Vụ Giám đốc, kiểm tra III)
- Vụ Pháp chế và Quản lý khoa học
- Ban Thanh tra
- Vụ Tổ chức - Cán bộ
- Vụ Tổng hợp
- Vụ Hợp tác quốc tế
- Vụ Thi đua - Khen thưởng
- Vụ Công tác phía Nam
- Báo Công lý
- Tạp chí Tòa án nhân dân
- Cơ quan đào tạo, bồi dưỡng: Học viện Tòa án

## Chức danh
Chánh án Tòa án nhân dân tối cao do Quốc hội bầu, miễn nhiệm, bãi nhiệm theo đề nghị của Chủ tịch nước. Nhiệm kỳ của Chánh án Tòa án nhân dân tối cao theo nhiệm kỳ của Quốc hội là 5 năm.
Phó Chánh án Tòa án nhân dân tối cao do Chủ tịch nước bổ nhiệm, miễn nhiệm, cách chức theo đề nghị của Chánh án Toà án nhân dân tối cao. Nhiệm kỳ của Phó Chánh án Tòa án nhân dân tối cao là 5 năm.
Thẩm phán Tòa án nhân dân tối cao do Chủ tịch nước bổ nhiệm, miễn nhiệm, cách chức sau khi được Quốc hội phê chuẩn theo đề nghị của Chánh án Tòa án nhân dân tối cao. Nhiệm kỳ của Thẩm phán Tòa án nhân dân tối cao là 5 năm, nếu tái bổ nhiệm là 10 năm.

## Quy định về xét xử
Theo Hiến pháp Việt Nam và theo các quy định về xét xử, các cuộc xét xử của Tòa án nhân dân Tối cao công khai, độc lập, không lệ thuộc vào chính quyền, và chỉ tuân theo pháp luật. Cách thức xét xử tập thể, có hội thẩm Nhân dân tham gia, quyết định theo đa số.
Tòa án nhân dân tối cao phải đảm bảo nguyên tắc bình đẳng trước pháp luật; người tham gia tố tụng có quyền tự bào chữa và mời luật sư bào chữa, có quyền được dùng tiếng nói, chữ viết của dân tộc mình.

## Đặc điểm và hiện tình
Theo ông Nguyễn Văn Hiện, cựu Chánh án Tòa án nhân dân Tối cao: "Để đảm bảo chất lượng công tác xét xử, cần phải có 5 điều kiện: người tiến hành tố tụng tốt; hệ thống pháp luật tốt; người tham gia tố tụng tốt; hệ thống các cơ quan hỗ trợ tư pháp tốt; và thực hiện tốt nguyên tắc độc lập tư pháp, tuân theo pháp luật".

## Lịch sử

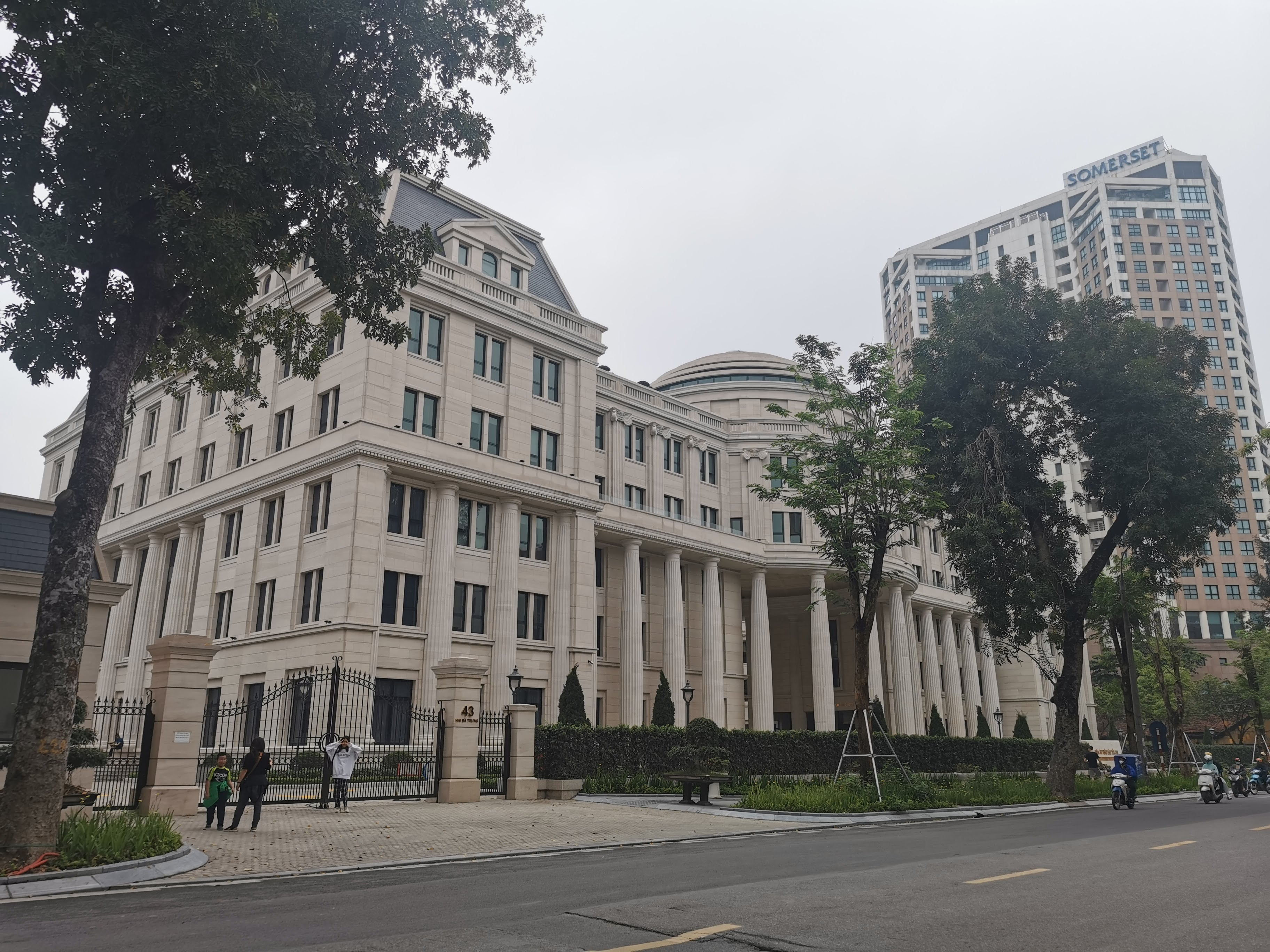
Tòa án nhân dân tối cao tại số 43 phố Hai Bà Trưng, Hà Nội

Ngày 13 tháng 9 năm 1945, Chính phủ lâm thời Việt Nam Dân chủ Cộng hòa ra Sắc lệnh thiết lập các Toà án quân sự. Theo Điều 1 của Sắc lệnh này thì sẽ thiết lập các Toà án quân sự gồm: 
- Bắc bộ tại Hà Nội, Hải Phòng, Thái Nguyên, Ninh Bình;
- Trung bộ tại Vinh, Huế, Quảng Ngãi;
- Nam bộ tại Sài Gòn, Mỹ Tho.

Uỷ ban nhân dân Trung bộ và Nam bộ, trong địa hạt hai bộ ấy, có thể đề đạt lên Chính phủ xin mở thêm Toà án quân sự ở những nơi trọng yếu khác. Về thẩm quyền xét xử, Toà án quân sự xử tất cả những người nào phạm vào một việc gì có phương hại đến nền độc lập của nước Việt Nam Dân chủ Cộng hoà, trừ trường hợp phạm nhân là binh sĩ thì thuộc về nhà binh tự xử lấy theo quân luật (Điều 2).
Trong cuộc cải cách Tư pháp năm 1950, Chính phủ ra Sắc lệnh số 85 ngày 22/5/1950 quy định:
- Về tổ chức: - Bộ máy tư pháp được dân chủ hoá các Tòa án sơ cấp, đệ nhị cấp nay gọi là Tòa án nhân dân huyện, Tòa án nhân dân tỉnh. Hội đồng phúc án nay là Tòa Phúc thẩm phụ thẩm nhân dân nay gọi là hội thẩm nhân dân.

- Thành phần nhân dân được đa số trong việc xét xử: Để xét xử việc hình và hộ, Tòa án nhân dân huyện và tỉnh gồm một Thẩm phán và hai Hội thẩm nhân dân. Tòa Phúc thẩm gồm hai Thẩm phán và ba hội thẩm nhân dân. Hội thẩm nhân dân có quyền xem hồ sơ và biểu quyết.
- Thành lập hội đồng hoá giải tại mỗi huyện nhằm mục đích giao cho nhân dân trực tiếp phụ trách việc hoá giải tất cả các việc hộ kể cả việc ly dị mà từ trước tới nay chỉ có Chánh án Tòa án tỉnh mới có thẩm quyền. Biên bản hòa giải thành có chấp hành lực. Đây là một điểm tiến bộ so với thế hệ cũ. Khi các đương sự đã thoả thuận trước hội đồng hoá giải thì việc hòa giải được đem thi hành ngay.
- Áo chùng đen của Thẩm phán và luật sư nay bỏ đi.
- Về thẩm quyền:

- Tăng thẩm quyền cho ban tư pháp xã về việc phạt vi cảnh để làm cho một số việc ít quan trọng về mặt trị an sẽ được giải quyết mau chóng ngay tại xã.
- Giao cho các Tòa án nhân dân huyện quyền ấn định các phương pháp bảo thủ, dù việc xử kiện không thuộc thẩm quyền Tòa án nhân dân huyện để tránh cho đương sự khỏi phải tốn phí đi lên Tòa án tỉnh và những việc cấp bách có thể được giải quyết mau chóng hơn.
- Về tố tụng: Thủ tục tố tụng được hợp lý và giản dị hơn.

- Trái với quan niệm cũ cho rằng việc hộ thường chỉ có lợi hoặc có hại riêng cho tư nhân mà xã hội không cần can thiệp đến, thì nay công tố viên có quyền kháng cáo các án hộ nếu xét ra cần thiết.
- Theo Sắc lệnh số 51 ngày 17 tháng 4 năm 1946, biện lý bắt buộc phải đưa sang phòng dự thẩm để thẩm cứu một số việc hình dù rằng xét ra không cần thiết. Nay biện lý chỉ giao sang phòng dự thẩm khi xét thật cần thiết mà thôi.
- Trước đây mỗi khi thủ tục tố tụng không được theo đúng thì bị tiêu hủy dù không có hại cho việc thẩm cứu, hoặc cho quyền lợi của đương sự. Nay coi điều đó là quá câu nệ về hình thức không còn hợp thời nữa.
- Từ nay người bị thiệt hại về một vụ phạm pháp có thể xin kháng cáo không những để tăng tiền bồi thường mà còn để tăng hình phạt nữa.
- Việc chấp hành án nay giao cho Thẩm phán huyện phụ trách.

## Lãnh đạo đương nhiệm

### Chánh án và Phó Chánh án
- Chánh án: Lê Minh Trí
- Phó Chánh án:
  1. Trung tướng Dương Văn Thăng, Chánh án Tòa án Quân sự Trung ương (Việt Nam)
  2. Nguyễn Trí Tuệ (từ 21/6/2017),[4]
  3. Nguyễn Văn Du (từ 8/6/2018)
  4. Nguyễn Văn Tiến (từ 27/8/2020)
  5. Phạm Quốc Hưng (từ 7/4/2022) [5]
  6. Nguyễn Quốc Đoàn

### Hội đồng Thẩm phán
Hội đồng Thẩm phán đương nhiệm gồm 15 thành viên:
- Chánh án Tòa án nhân dân tối cao: Lê Minh Trí
- Các Phó Chánh án Tòa án nhân dân tối cao:
  1. Trung tướng Dương Văn Thăng
  2. Nguyễn Trí Tuệ
  3. Nguyễn Văn Du
  4. Nguyễn Văn Tiến
  5. Phạm Quốc Hưng
- Các thẩm phán Tòa án nhân tối cao:
  1. Nguyễn Văn Dũng
  2. Ngô Tiến Hùng
  3. Nguyễn Văn Thuân
  4. Ngô Hồng Phúc
  5. Lương Ngọc Trâm
  6. Lê Văn Minh
  7. Trần Hồng Hà
  8. Đào Thị Minh Thủy
  9. Trần Văn Cò
  10. Nguyễn Biên Thùy
  11. Nguyễn Hồng Nam

## Cựu lãnh đạo

### Phó Chánh án
- Tống Anh Hào
- Nguyễn Văn Thuân, (Phó Chánh án thường trực)
- Đặng Quang Phương, (Phó Chánh án thường trực)
- Lê Hồng Quang, (Phó Chánh án thường trực)

## Nhận xét
Nguyên Chủ tịch Quốc hội Việt Nam Nguyễn Văn An năm 2010 nhận xét rằng Việt Nam hiện đang mắc lỗi hệ thống. Tòa án là nhánh yếu nhất trong ba cơ quan quyền lực nhà nước. Mặc dù "Hiến pháp và Pháp luật đã ghi rất rõ: Nhà nước ta là Nhà nước pháp quyền xã hội chủ nghĩa, pháp luật là tối thượng. Song trong thực tiễn thì không ít trường hợp chỉ thị, nghị quyết của Đảng mới là tối thượng". Điều này trái với nguyên tắc Tam quyền phân lập, tức hành pháp, tư pháp và lập pháp là bình đẳng và giám sát lẫn nhau.

## Văn bản
Ngày 17 tháng 3 năm 2022, Tòa án nhân dân tối cao ban hành Quyết định 182/QĐ-TANDTC về Kế hoạch triển khai thực hiện trong Tòa án nhân dân phong trào thi đua "Vì người nghèo - Không để ai bị bỏ lại phía sau" giai đoạn 2021-2025.
Ngày 28 tháng 7 năm 2022, Tòa án nhân dân tối cao ban hành Quyết định 194/QĐ-TANDTC về việc phân công nhiệm vụ các thành viên Ban Chỉ đạo, Ban Tổ chức Hội thao Tòa án nhân dân lần thứ IV năm 2022.
Ngày 01/08/2022, Tòa án nhân dân tối cao ban hành Công văn 150/TANDTC-TH về việc quán triệt thực hiện Quy chế về chế độ quản lý hồ sơ vụ án và công tác lưu trữ trong hệ thống Tòa án nhân dân.